# Йохан IV (Бавария)
Йохан IV (на немски: Johann IV. der Wahrhaftige; * 4 октомври 1437, Мюнхен; † 18 ноември 1463, чифлик Ментершвайге, Хартхаузен, Мюнхен) от фамилията Вителсбахи, е от 1460 до 1463 г. херцог на Бавария-Мюнхен заедно с брат си Зигмунд.

## Биография
Йохан IV е първият син на херцог Албрехт III († 1460) и херцогиня Анна фон Брауншвайг-Грубенхаген († 1474).
Той поема според завещанието на баща му през 1460 г. заедно с брат му Зигмунд управлението на Бавария-Мюнхен. Малко след това той умира от чума. Третият му брат Албрехт се връща от Павия, където трябвало да стане духовник, и поема съуправлението.
Йохан IV е погребан до баща му в манастирската църква Андекс.